# Шерешевский, Михаил Израилевич
Михаи́л Изра́илевич Шереше́вский (род. 21 апреля 1950, Минск) — белорусский шахматист, международный мастер, заслуженный тренер БССР (1988). Чемпион Минска (1968), неоднократный призёр чемпионатов Белоруссии, был членом сборной команды БССР.
Тренер. Среди учеников — женские гроссмейстеры Рахиль Эйдельсон и Елена Заяц.
Автор шахматных книг, изданных во многих странах. В СССР большой популярностью пользовались книги «Стратегия эндшпиля» и «Контуры эндшпиля».
С 1990 года живёт в Болгарии.

## Биография
В 16 лет Михаил вышел в финал чемпионата СССР среди взрослых 1967 года, отобравшись из первенства Белоруссии. Выполнил мастерский норматив в отложенной решающей партии против Сергея Юферова на Мемориале Сокольского в 1971 году.
В 80-е годы Михаил сосредоточился на тренерской работе, работая с юниорами белорусской команды. Через него прошло множество юных шахматисток и шахматистов, и в 1988 году Шерешевский за успехи в их подготовке получил звание заслуженного тренера Белоруссии. Самые известные ученики Михаила Шерешевского — гроссмейстеры Алексей Александров, Елена Заяц, Илаха Кадымова.
На основе практических материалов по эндшпилю, глубоко исследованным на занятиях с учениками, Михаил Израилевич написал две ставшими знаменитыми книги: «Контуры эндшпиля» и «Стратегия эндшпиля». Эти книги и в XXI веке считаются классическими. Впоследствии чемпион мира Магнус Карлсен высоко оценил труды Шерешевского практически через 30 лет после их издания.
В 1990 году Шерешевский уехал в Болгарию. Он в это время успешно сыграл несколько турниров, выиграл в Испании турнир по швейцарской системе, выполнил балл гроссмейстера, хорошо выступил в побочном турнире Элените-1994, но затем с головой ушёл в бизнес и пропал из поля зрения шахматистов на долгие годы.
Вернулся в шахматы Михаил более чем 30 лет спустя. Мастер стал публиковать в интернете видео-уроки и тренировать нескольких перспективных юниоров, в том числе россиянина Арсения Нестерова. Михаил возглавил шахматное отделение школы «Сириус» (Сочи) для ведущих молодых спортсменов России. Написал книгу «Моя методика. От разрядника — к гроссмейстеру», в которой предисловие написал президент РШФ Андрей Филатов. В 2020 году Шерешевский выпустил новый капитальный учебник «С молодежью — в эндшпиль» (в двух томах). Фрагмент этой работы — популярная брошюра «Эндшпиль: курс молодого бойца» (в соавторстве с К. Винокуровым).
Является капитаном женской сборной Азербайджана на шахматной олимпиаде 2024.

## Книги
- Стратегия эндшпиля. — М.: Физкультура и спорт, 1988. — 304 с. — (Шахматные окончания). — 100 000 экз. — ISBN 5-278-00038-4.
- Контуры эндшпиля / в соавторстве с Л. М. Слуцким. — М.: Физкультура и спорт, 1989. — 400 с. — (Шахматные окончания). — 100 000 экз. — ISBN 5-278-00163-1.
- Mikhail Shereshevsky — «The Soviet Chess Conveyor» — Semko, Sofia, ISBN 954-8782-01-4, 343 pages, paperback, 1994.

## Изменения рейтинга
| Графики недоступны из-за технических проблем. См. информацию на Фабрикаторе и на mediawiki.org. |